# Laxtjärnen (Älvsby socken, Norrbotten)
Laxtjärnen är en sjö i Älvsbyns kommun i Norrbotten och ingår i Piteälvens huvudavrinningsområde. Sjön har en area på 0,0423 kvadratkilometer och ligger 254,9 meter över havet. Laxtjärnen ligger i Piteälven Natura 2000-område. Sjön avvattnas av vattendraget Laxtjärnbäcken.

## Delavrinningsområde
Laxtjärnen ingår i det delavrinningsområde (731181-172372) som SMHI kallar för Mynnar i Rödingstjärnen. Medelhöjden är 273 meter över havet och ytan är 2,98 kvadratkilometer. Det finns inga avrinningsområden uppströms utan avrinningsområdet är högsta punkten. Laxtjärnbäcken som avvattnar avrinningsområdet har biflödesordning 4, vilket innebär att vattnet flödar genom totalt 4 vattendrag innan det når havet efter 71 kilometer. Avrinningsområdet består mestadels av skog (90 procent). Avrinningsområdet har 0,05 kvadratkilometer vattenytor vilket ger det en sjöprocent på 1,5 procent.